# Allium perdulce
Allium perdulce — вид трав'янистих рослин родини амарилісові (Amaryllidaceae), ендемік центру й південного центру США.

## Опис
Цибулин 2–20+, без базальних цибулин, 1–2.5 × 1.2–2.8 см; зовнішні оболонки містять 1 або більше цибулин, темно-коричневі, сітчасті; внутрішні оболонки білуваті. Листки стійкі, зелені в період цвітіння, 3–5; листові пластини плоскі, жолобчасті, 8–30 см × 1–2(3) мм, краї цілі. Стеблина стійка, одиночна, прямостійна, ± циліндрична, переважно 10–20 см × 1–3 мм. Зонтик стійкий, прямостійний, нещільний, 5–25-квітковий, півсферично-кулястий, цибулинки невідомі. Квіти урноподібні, 7–10 мм; листочки оцвітини прямостійні, білі або блідо-рожеві з глибоко рожевими головними жилками, ланцетні, ± рівні, краї цілі, верхівки тупі або гострі. Пиляки жовті або пурпурні; пилок жовтий. Насіннєвий покрив тьмяний або блискучий.

## Поширення
Ендемік штатів Канзас, Канзас, Небраска, Нью-Мексико, Оклахома, Південна Дакота, Техас, США.